# 北見新聞
北見新聞（きたみしんぶん）は、かつて株式会社北見新聞社が北海道北見市内を中心に発行していた地方新聞。オホーツク総合振興局管内でもっとも歴史の古い新聞だったが、2001年に廃刊した。

## 概要
2001年現在の紙面は夕刊ブランケット判4ページ建て、公称部数は6,500部。北見市および留辺蘂町、置戸町、訓子府町、端野町の1市4町が配達エリアだった。本社は北見市青葉町7番地19号。資本金は5,000万円で、2001年7月期の売上高は約1億9,000万円だった。
1912年3月に月刊紙『北之殖民』として創刊。翌1913年9月に『北見新聞』に改題した。のち旬刊、隔日刊と経て1916年から日刊。昭和初期に当時の道内有力紙の一つ、旭川新聞の傘下に入り、1939年9月に『北見毎日新聞』『野付牛新聞』『日刊新北見』の各紙を統合した。戦時中の統制で一時休刊し、1946年9月に復刊した。

### 廃刊の経緯
1980年代以降、北見市内の『北見毎日新聞』（1989年廃刊）とそれを承継した『オホーツク新聞』（1989年創刊、1993年廃刊）が姿を消す中、土木工事会社を経営する地元の実業家、徳本章が社長に就任し、隣接する美幌町の株式会社美幌新聞社を買収して傘下に収めるなどして生き残りを図った。
しかし、日刊のフリーペーパー『経済の伝書鳩』と『北海道新聞』とが繰り広げる競争激化の狭間で広告収入が減少。販売部数も低迷したため、2001年11月2日付の2万8,038号で廃刊した。同日付には廃刊の社告に加え、当時所属していた記者7人が連名で復刊を願うメッセージを記した。
のち本社跡地は冷凍機メーカーの前川製作所北見営業所となった。また廃刊後、美幌町の企業経営者らが出資して株式会社美幌新聞社を買い取り、同題号で再創刊した。

## 北見新聞 (週刊)
北見新聞廃刊後、元社長の多田泰久が2001年12月にフリーペーパーの『週刊北見新報』を創刊。翌2002年、北見市中ノ島町3丁目に資本金550万円で有限会社北見新聞社を設立して『北見新聞』に改題し、旧北見新聞の題字を継承した。釧路新聞に印刷を委託して週刊1万部を発行していたが、2003年10月に休刊している。